# محمد اليونسي
محمد اليونسي (بالنرويجية: Mohamed Elyounoussi)؛ مواليد 4 أغسطس 1994 في الحسيمة، المغرب، هو لاعب كرة قدم نرويجي يلعب لنادي ساربسبورغ 08 كمهاجم. بدأ محمد اليونسي مسيرته الرياضية عام 2011 مع ساربسبورغ 08. كانت أول مبارياته في الدوري النرويجي الممتاز، في 8 ماي 2011 ضد نادي أودس بولكلوب. هو قريب للاعب النرويجي ذي الأصول المغربية الريفية طارق اليونسي.

## مسيرته الكروية
لعب محمد اليونسي خلال مسيرته الاحترافية مع 5 أندية في عشرة مواسم وسجل خلالها 70 هدف ضمن 225 مباراة. حيث فاز في موسمين بالكأس وفي ثلاثة مواسم بالدوري.
خاض محمد اليونسي مسيرته مع نادي ساربسبورغ 08 في موسم 2011 واستمر معه طيلة ثلاثة مواسم، مشاركًا في 64 مباراة سجل خلالها 15 هدفًا. ثم انتقل إلى نادي مولده في موسم 2014 واستمر معه طيلة ثلاثة مواسم، حيث شارك في 70 مباراة سجل خلالها 30 هدف. لينتقل بعدها إلى نادي بازل في موسم 2016–17 ولمدة موسمين، مشاركًا في 65 مباراة سجل خلالها 21 هدفًا. ثم انتقل إلى نادي ساوثهامبتون في موسم 2018–19 لمدة موسم واحد، مشاركًا في 16 مباراة ولم يسجل أي هدف. هذا وانتقل لاحقًا إلى نادي سلتيك في موسم 2019–20 لمدة موسم واحد، مشاركًا في 10 مباريات سجل خلالها 4 أهداف.

## روابط خارجية
- محمد اليونسي على موقع الاتحاد الدولي (مؤرشف)  (الإنجليزية)
- محمد اليونسي على موقع الاتحاد الأوربي (الإنجليزية)
- محمد اليونسي على موقع اتحاد النرويج (النرويجية)
- محمد اليونسي على موقع قاعدة بيانات كرة القدم.إي يو (الإنجليزية)
- محمد اليونسي على موقع ليكيب (الفرنسية)
- محمد اليونسي على موقع ناشيونال فوتبول تيمز (الإنجليزية)
- محمد اليونسي على موقع Soccerbase.com (لاعب) (الإنجليزية)
- محمد اليونسي على موقع Soccerway.com (الإنجليزية)
- محمد اليونسي على موقع عالم كرة القدم.نت (الإنجليزية)